# Ursula Wolschlager

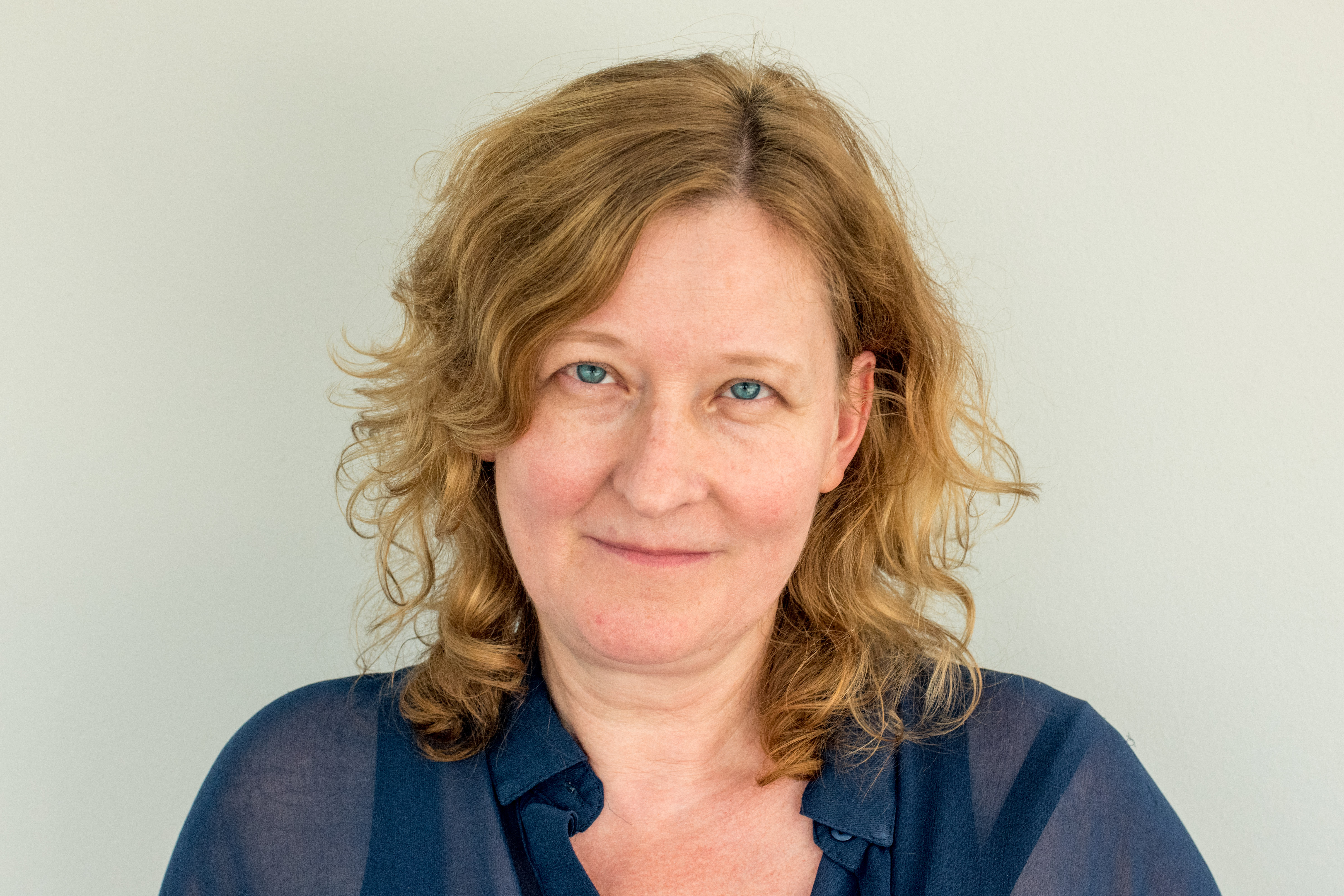
Ursula Wolschlager (2018)

Ursula Wolschlager (* 18. April 1969; † 26. September 2021) war eine österreichische Filmproduzentin, Dramaturgin und Drehbuchautorin.

## Leben
Ursula Wolschlager wuchs in Linz auf und besuchte dort die Waldorfschule, als Abschlussarbeit realisierte sie ein erstes Filmprojekt. 1992 bis 1996 studierte sie Slawistik, Theaterwissenschaft und die Fächerkombination Film|elektronische Medien an der Universität Wien. An der Filmakademie Wien absolvierte sie als außerordentliche Hörerin den Universitätslehrgang „Film und Geisteswissenschaften“ (Fakultätslehrgang mit Diplom).
Seit etwa 1995 war sie im Filmgeschäft tätig, zunächst als Aufnahmeleiterin, bzw. mit schwerpunktmäßig organisatorischen Tätigkeiten. Ab etwa 2000 begann sie dann auch Drehbücher zu schreiben und erhielt 2002 den Carl-Mayer-Drehbuchförderpreis. Von 2004 bis 2007 arbeitete sie bei Lotus Film. 2008 gründete sie gemeinsam mit dem Dramaturgen und Drehbuchautor Robert Buchschwenter die Filmproduktion Witcraft Szenario OG. Bis 2011 war sie Mitglied der Projektkommission des Österreichischen Filminstituts. Ende September 2021 starb sie nach längerer Krankheit im Alter von 52 Jahren.

## Filmografie
- 1996: Die totale Therapie – Prisma Film (Line Producer)
- 1999: Luna Papa – Pandora Filmproduktion, Prisma Film (Line Producer)
- 2002: Kronen Zeitung – Tag für Tag ein Boulevardstück – Entre Chien et Loup & Arte (Line Producer)
- 2004: Calling Hedy Lamarr – Mischief Films (Line Producer)
- 2006: Das Tor zur Hölle[5] (Fernseh-Kurzspielfilm im Rahmen der 8-×-45-Reihe des ORF) (Produzentin)
- 2006: Kotsch[6] – Lotus Film (Produzentin)
- 2007: Freigesprochen – Lotus Film
- 2008: Gangster Girls – Witcraft Szenario & Kinoki (Produzentin, Autorin)
- 2009: Contact High – Lotus Film (Development Producer)
- 2009: Winds Of Sand Women Of Rock (Die Frauenkarawane) – Lotus Film & Entre Chien et Loup (Associate Producer)
- 2011: Die Vaterlosen – Novotny&Novotny mit Witcraft Szenario und KGP (Produzentin)
- 2011: American Passages[7] – Ruth Beckermann Filmproduktion (Executive Producer)
- 2016: Was hat uns bloß so ruiniert (Produktion)
- 2017: Anna Fucking Molnar (Drehbuch, Produktion)
- 2019: Kaviar (Produktion)